# Watkin’s Tower
Der Watkin’s Tower (auch Wembley Tower) war ein Turmbauvorhaben in London, das nach seinem Bauherrn Sir Edward Watkin benannt und nie vollendet wurde. Der in den Jahren 1892–1894 nach dem Vorbild des Eiffelturms errichtete, 47 Meter hohe Turmstumpf wurde infolge von finanziellen und baulichen Schwierigkeiten 1907 abgerissen. Das unfertige Bauwerk war einige Jahre lang für den Publikumsverkehr geöffnet. Geplant war eine Höhe von 350,5 Metern, womit der Turm bei seiner Fertigstellung das höchste Bauwerk der Erde gewesen wäre. Auf dem Baugrund der Fundamente des ehemaligen Watkin’s Tower wurde 1922/1923 das Wembley-Stadion errichtet.

## Geschichte

### Vorgeschichte
1881 erwarb die Bahngesellschaft Metropolitan Railway im Zuge ihrer Linienexpansion den Landsitz Wembley Park, auf dessen Gelände in den folgenden Jahren zahlreiche Freizeitanlagen entstanden. Wembley war zu dieser Zeit ein Dorf in ländlicher Umgebung mit nur 3000 Einwohnern. Edward Watkin, Abgeordneter des Unterhauses und Vorsitzender der Bahngesellschaft, wurde 1889 auf den Erfolg des soeben eröffneten Eiffelturms aufmerksam und erwarb für 32.929 Pfund ein Grundstück. Er entsandte einen Ingenieur nach Paris, um den Turm zu inspizieren. Nachdem Watkin Rücksprache mit dem damaligen Premierminister William Ewart Gladstone gehalten hatte, entschied er, ein ähnliches Wahrzeichen auch für London zu errichten.
Im Juli 1890 informierte Watkin die Aktionäre der Bahngesellschaft, dass er die Absicht habe, im Wembley Park einen Turm zu bauen. Dieser würde viele Besucher anziehen und somit auch die Profite des Unternehmens erhöhen. Mit einer Höhe von 366 Metern würde der Londoner Turm jenen in Paris deutlich überragen. Watkins ambitionierte Vorstellungen sahen nicht nur vor, dass der Turm den Eiffelturm in seiner Höhe übertreffen solle, vielmehr sei er auch fähig, dreimal so viele Besucher aufzunehmen. Watkin war für seine visionären Projektideen bekannt: Bereits Jahrzehnte vor dem Turmbau hatte er für eine durchgehende Bahnverbindung von London nach Paris einen Tunnel unter dem Ärmelkanal geplant. Das Vorhaben wurde 1882 allerdings aufgegeben.

### Wettbewerb und Entwürfe
In einem internationalen Wettbewerb wurden zehn Kriterien für den Turm formuliert und ein Preisgeld von insgesamt 750 Guinees für die ersten beiden Preisträger wurde im November 1889 ausgeschrieben. Die insgesamt 68 eingereichten Entwürfe kamen sowohl aus dem Vereinigten Königreich als auch aus den USA, Deutschland, Australien, Schweden, Italien, Österreich, dem Osmanischen Reich und Kanada. Watkin versuchte ursprünglich sogar, Gustave Eiffel selbst als Konstrukteur anzuwerben; der Franzose lehnte jedoch aus patriotischen Gründen ab. Ausgangslage des Wettbewerbs war der Eiffelturm, dessen gestalterischer, baulicher und wirtschaftlicher Erfolg als Grundlage dienen sollte. Ähnlich wie der Eiffelturm sollte Watkin’s Tower auch gesellschaftlichen Nutzen aufweisen und als Observatorium sowie als Kurort dienen, der die Heilwirkung von Höhenluft nutzen sollte. Bei all diesen Punkten wies Watkin darauf hin, dass sie beim Eiffelturm bereits erprobt seien.

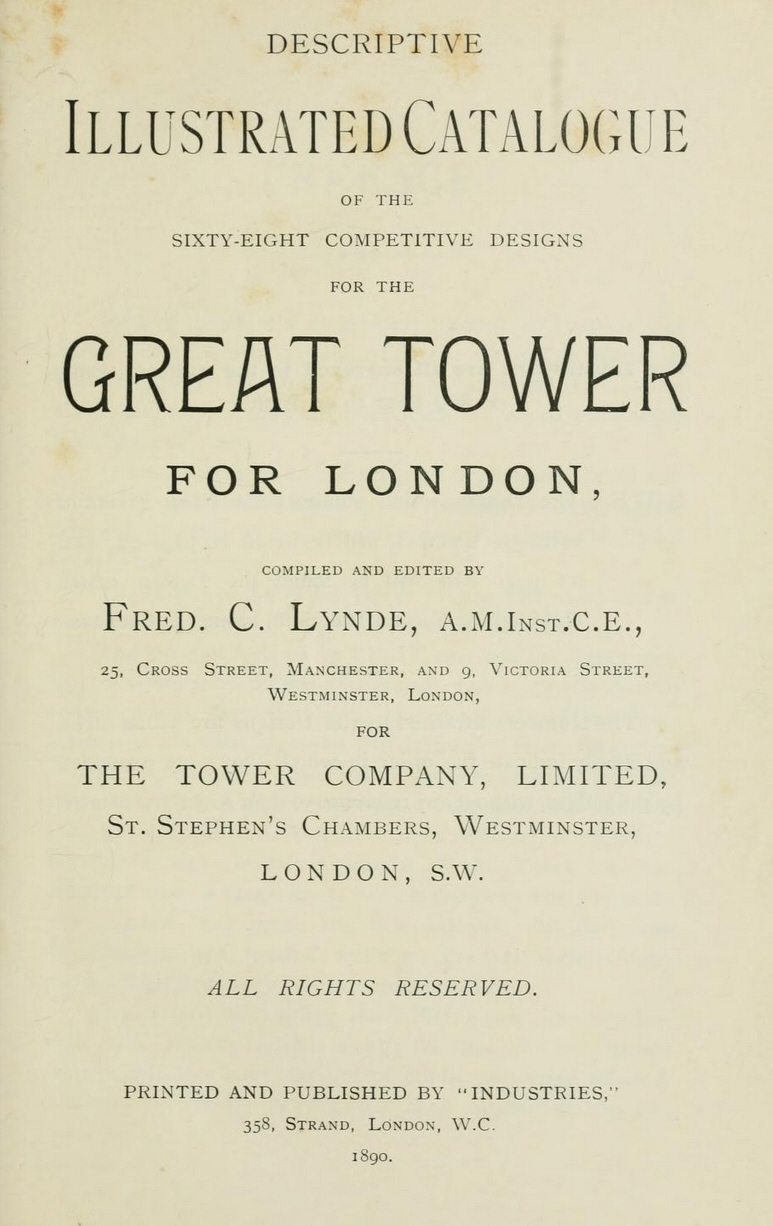
Titelblatt des illustrierten Kataloges der Wettbewerbsentwürfe.
(Vollständiger Katalog)

Aus den teilweise abenteuerlichen und stilistisch wie statisch fragwürdigen Wettbewerbsentwürfen wurde als Gewinnerentwurf ein achtbeiniger Metallturm mit vier Plattformen ausgewählt. Gemäß einem Zeitungsbericht der Times vom 18. Juni 1890 sahen viele der Entwürfe sehr verspielt wirkende Türme vor, die aufgrund fehlender Baufähigkeit ausschieden.
Der mit 500 Guinees ausgezeichnete erste Platz war ein orientalisch anmutender Entwurf von Stewart, MacLaren und Dunn aus London. Er sah vor, dass der Turm zwei Aussichtsplattformen mit Restaurants auf unterschiedlichen Ebenen haben und neben Theater-, Ausstellungs- und Tanzräumen auch ein Türkisches Bad beherbergen sollte. Allein für die erste Plattform in einer Höhe von 61 Metern war eine Grundfläche von 2000 Quadratmetern vorgesehen. Dort sollte ein Hotel mit 90 Zimmern auf drei Stockwerken und einer zentralen Halle von 20 Metern Höhe entstehen. Auf der zweiten Plattform wäre noch eine weitere Halle mit einer Grundfläche von 1000 Quadratmetern vorgesehen gewesen.
Der Turm mit oktogonalem Grundriss war mit einer Höhe von 366 Metern (1200 Fuß) und einem Durchmesser von rund 91 Metern projektiert. Er wäre damit schmaler ausgefallen als der Eiffelturm, der an seiner Basis 124,9 Meter breit ist. Das 14.659 Tonnen schwere Bauwerk war mit Baukosten von 352.222 Pfund veranschlagt. Vier Aufzüge sollten bis zur ersten Plattform führen, drei weitere von ihr bis zur Spitze. Daneben wäre die erste Plattform auch über zwei Treppenhäuser in den Pfeilern zu erreichen gewesen. Als weitere Annehmlichkeit war auch die Installation von elektrischer Beleuchtung vorgesehen.
Der zweitplatzierte und mit 250 Guinees prämierte Entwurf hätte sogar knapp 397 Meter hoch werden sollen. Er war dem erstplatzierten in seiner grundsätzlichen Konzeption und baulichen Struktur sehr ähnlich, unterschied sich jedoch von ihm in einem sehr verspielt wirkenden Unterbau, der die Pfeilerkonstruktion kaschieren sollte. Dazu verwendeten die Architekten Webster und Haigh aus Liverpool palastartige Bögen und Türme, aus denen der eigentliche Turm mit ebenfalls achteckigem Grundriss erwachsen sollte. Trotz der höheren und breiteren Konstruktion sah der Architekt vor, für sein Bauwerk nur 8820 Tonnen Stahl zu verwenden (also etwa 60 % der Masse an Stahl, die der erstplatzierte Entwurf benötigt hätte). Trotzdem waren die Baukosten mit veranschlagten 399.638 Pfund höher als bei ihm. Bereits daran zeigte sich, dass die Entwürfe oft eine sehr fragwürdige Qualität besaßen.
Andere Entwürfe sahen teilweise Bauwerke von bis zu 700 Metern Höhe vor. Zu den kuriosesten Entwürfen zählt der vom Schiefen Turm von Pisa inspirierte Entwurf von Albert Brunel aus Rouen. Sein 700 Meter hoher und an der Basis 175 Meter breiter Turm aus Granit hätte fast 200.000 Tonnen wiegen sollen und hatte prognostizierte Baukosten von über 1,1 Millionen Pfund.

### Planung

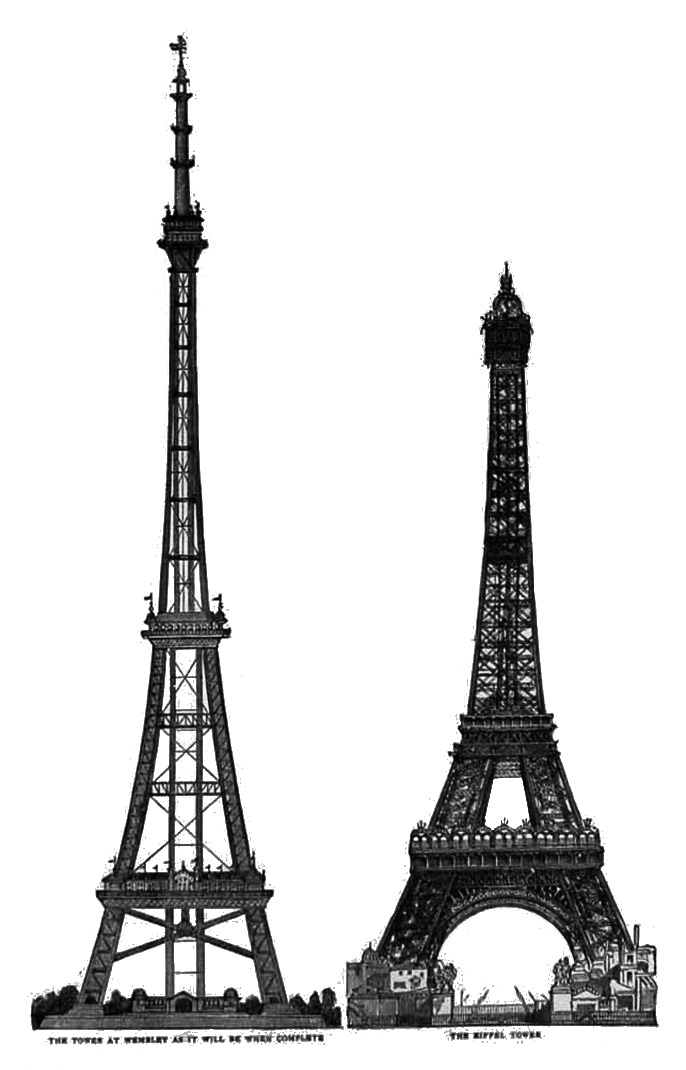
Der umgesetzte Planungsentwurf (1894) in grafischer Gegenüberstellung zum Eiffelturm

Aus dem erstplatzierten Wettbewerbsentwurf ließ Watkin einen überarbeiteten Entwurf anfertigen. Infolge der Überarbeitung entstand aus dem oktogonalen Grundriss ein quadratischer, so dass er mit den vier Pfeilern dem Eiffelturm noch ähnlicher kam. Die Turmhöhe wurde auf 350,5 Meter reduziert. Dafür wurde die Basis verbreitert und sollte in ihren Abmessungen von den Pfeileraußenkanten 123,8 Meter betragen. Die Gesamtmasse wurde auf 7000 Tonnen geschätzt, und damit geringer als beim Pariser Vorbild. Dafür benötigte Watkin’s Tower auch deutlich weniger Querverbände. Auch die Pfeiler sollten viel dünner und filigraner wirken. Um dies von der Statik her zu ermöglichen, war von der Basis bis zur Spitze ein mittig durchgehender Schaftträger vorgesehen, in dem auch die Aufzüge verkehren sollten. Im Gegensatz zu den Aufzügen im Eiffelturm würden sie die Besucher deutlich schneller zu den Plattformen bringen, weil kein umständliches Umsteigen notwendig gewesen wäre. Zudem verkehren die Schrägaufzüge in den Turmpfeilern des Eiffelturms verglichen mit konventionellen Vertikalaufzügen langsamer.
An der Basis war eine entsprechende Empfangshalle geplant. Watkin’s Tower hätte – wie der Eiffelturm auch – drei Plattformen haben sollen; beim Watkin’s Tower in einer Höhe von jeweils 47 Meter, 140 Meter sowie 280 Meter, und wäre zuoberst von einer Säule mit aufgesetzter Laterne bekrönt worden. Die höchste Plattform sollte eine Poststelle sowie ein Telefonvermittlungsbüro beherbergen. Auf der Spitze war ein starker elektrischer Scheinwerfer geplant, der ein weithin sichtbares Licht ausstrahlen sollte.
Architektonisch war der Entwurf mit weniger Zierelementen als sein Pendant in Paris deutlich nüchterner geplant. Die gestalterische Grundform und die Schlankheit finden sich rund 30 Jahre später im deutlich kleineren Berliner Funkturm wieder.
Vom insgesamt 113 Hektar großen Grundstück, das der Baugesellschaft zur Verfügung stand, sollten rund 60 Hektar für den Turm und einen ihn umgebenden Park genutzt werden. Der Turm hätte auf einer leichten Anhöhe gestanden und wäre durch ein entsprechendes Wegenetz erschlossen gewesen.

### Bauphase

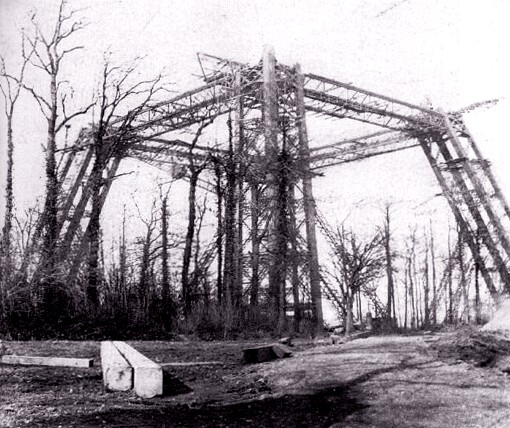
Watkin’s Tower während seiner Errichtung

Watkin gründete am 14. August 1889 mit einem Kapitalstock von 300.000 Pfund die Gesellschaft The Tower Company, Limited, deren Hauptaktionär er war; auch die Metropolitan Railway selbst beteiligte sich später daran. Watkin selbst soll rund 100.000 Pfund aus seinem Privatvermögen für das Vorhaben investiert haben. Während die Arbeiten zum Bau der umgebenden Parkanlage im Mai 1891 begannen, erfolgten die Gründungsarbeiten zum Turm selbst erst 1892. Die eigentlichen Bauarbeiten am Turm begannen im Juni 1893. Die Bauaufsicht führte Sir Benjamin Baker, der Erbauer der Eisenbahnbrücke Forth Bridge, der auch schon den Vorsitz in der Wettbewerbskommission innegehabt hatte.
Nach den Gründungsarbeiten wurde das Betonfundament fertiggestellt und anschließend mit dem Bau der Turmfüße begonnen. Neben den Pfeilern wurde auch der mittige Hauptträger mithilfe einer dampfgetriebenen Winde gehievt. Das 40 Tonnen schwere Teil reichte vom Boden bis zur ersten Plattform auf 47 Metern. Für die weiteren Bauarbeiten waren vier elektrische Kräne vorgesehen, die bis 152 Meter die Teile auf die entsprechende Bauhöhe bringen sollten. Danach hätte man mit nur einem Kran weiter gearbeitet. Rund 150 Arbeiter – etwa 100 weniger als beim Bau des Eiffelturms – waren an den Bauarbeiten beteiligt.

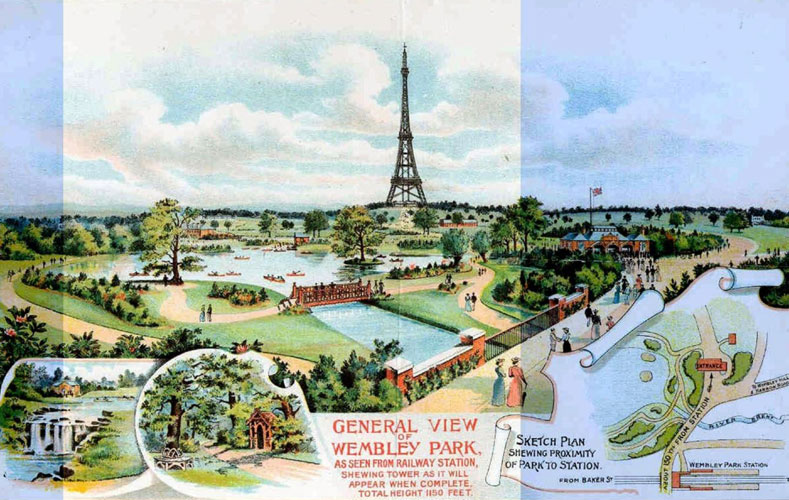
Visionäre Darstellung (1894) des geplanten Wembley-Parks mit Watkin’s Tower

Watkin versuchte durch eine Reihe von Attraktionen und Fahrgeschäften, unter anderem einer Achterbahn mit einer Länge von einer Meile, die Anziehungskraft des Wembley Parks und damit auch des Turms zu steigern. Auf über 20 Hektar entstand damals einer der größten Freizeitparks seiner Zeit. Ein künstlicher, mit Booten befahrbarer See sollte ebenfalls Teil der Anlage werden wie auch ein spektakulärer Wasserfall. Im April 1894 ging man optimistischerweise immer noch von einem Ende der Bauarbeiten im Jahr 1895 aus.
Im September 1895, gut ein Jahr nach der Parkeröffnung im Mai 1894, war der Turm lediglich bis zur ersten Plattform hochgezogen und 47 Meter hoch. Bauausführende Gesellschaft war Heenan & Froude aus Manchester, die etwa zur selben Zeit bereits den Blackpool Tower erbaute. Zur Eröffnung des Turmes im Mai 1896 wurden die Aufzüge in Betrieb genommen.

### Kurzer Betrieb und Abriss

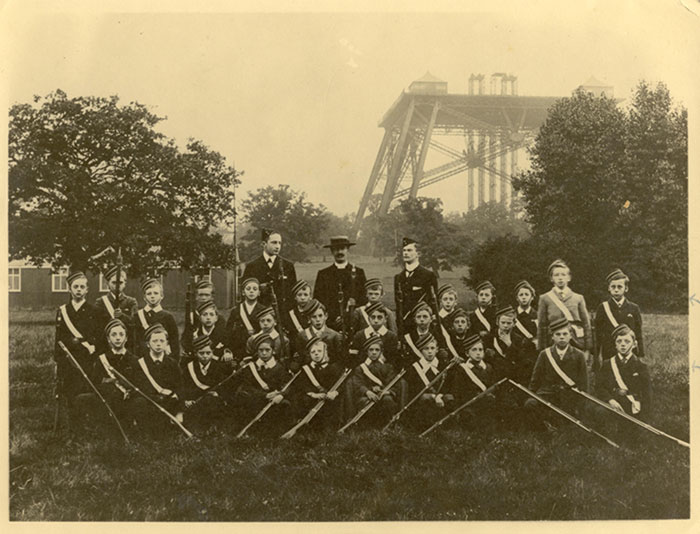
Die Brigade der Wembley Boys posiert vor dem Watkin’s Tower (um 1900)

Bereits das unfertige Bauwerk war eine markante Landmarke, die ihre Umgebung deutlich überragte. Im Eröffnungsjahr bewarb sogar ein örtlicher Bierbrauer mit einem Bild des Turms seine Produkte. Von den rund 100.000 Parkbesuchern kauften im ersten Jahr der Eröffnung ab Mai 1896 nur etwa 18.500 eine Karte für die Auffahrt zur einzigen Plattform des unvollendeten Turms. Nicht zuletzt wegen der großen Entfernung zum Stadtzentrum blieb der Publikumsverkehr deutlich hinter den Erwartungen zurück; anfänglich war man sogar von täglich rund 60.000 Besuchern ausgegangen. In der Folgezeit kam es zu einem weiteren beträchtlichen Abfall der Besucherzahl. Zum Diamantenen Thronjubiläum Königin Victorias am 22. Juni 1897 wurde der unfertige Turm feierlich angestrahlt.
In der Mitte der 1890er Jahre erkrankte Sir Edward Watkin, so dass sein Bauvorhaben hinter dem Zeitplan zurückblieb. Der ursprünglich achtbeinige Entwurf des Turms hätte den Vorteil gehabt, dass die Rundumsicht besser gewesen wäre als bei einem Turm mit vier Seiten. Aus Kostengründen war jedoch im überarbeiteten Entwurf die Anzahl der tragenden Pfeiler reduziert worden, was zu einer Erhöhung der Drucklast auf den weichen Untergrund führte. Es stellte sich heraus, dass der Turm bei einem Weiterbau aufgrund der Setzung einstürzen würde.
Der fertiggestellte Teil von Watkin’s Tower bestand aus vier Turmfüßen, auf deren erster Plattform an den vier Ecken über den Pfeilern jeweils ein Pavillon mit Pyramidendach als Provisorium thronte. Anstelle eines Zierbogens wie beim Eiffelturm verbanden kreuzförmig angeordnete Gitterkonstruktionen die Pfeiler und die Oberkante der Plattform miteinander. Der Aufzug befand sich nicht wie bei seinem Pariser Vorbild in den Pfeilern, sondern in einer mittig angebrachten Konstruktion. Der Plattformrand war mit einer umlaufenden Reling vergittert.
Nach Watkins Erkrankung trieb niemand sein Vorhaben mit demselben Enthusiasmus voran und die Tower Company, welche nur noch über ein Kapital von 87.000 Pfund verfügte, ging schließlich 1899 freiwillig in Liquidation. Im Jahr 1901 verstarb Watkin, ab dem Jahr darauf war der Öffentlichkeit der Zugang zum Turmstumpf aus Sicherheitsgründen untersagt. Die verwahrloste Bauwerksruine wurde schließlich in den Jahren 1904 bis 1907 abgetragen; am 7. September 1907 sprengte man die Fundamente mit Dynamit. Die im Bauwerk enthaltenen 2700 Tonnen Alteisen wurden nach Italien exportiert.
1906 benannte sich die Tower Company in The Wembley Park Estate Company um und rief ein Wohnungsbauprogramm ins Leben.

### Situation nach dem Abriss

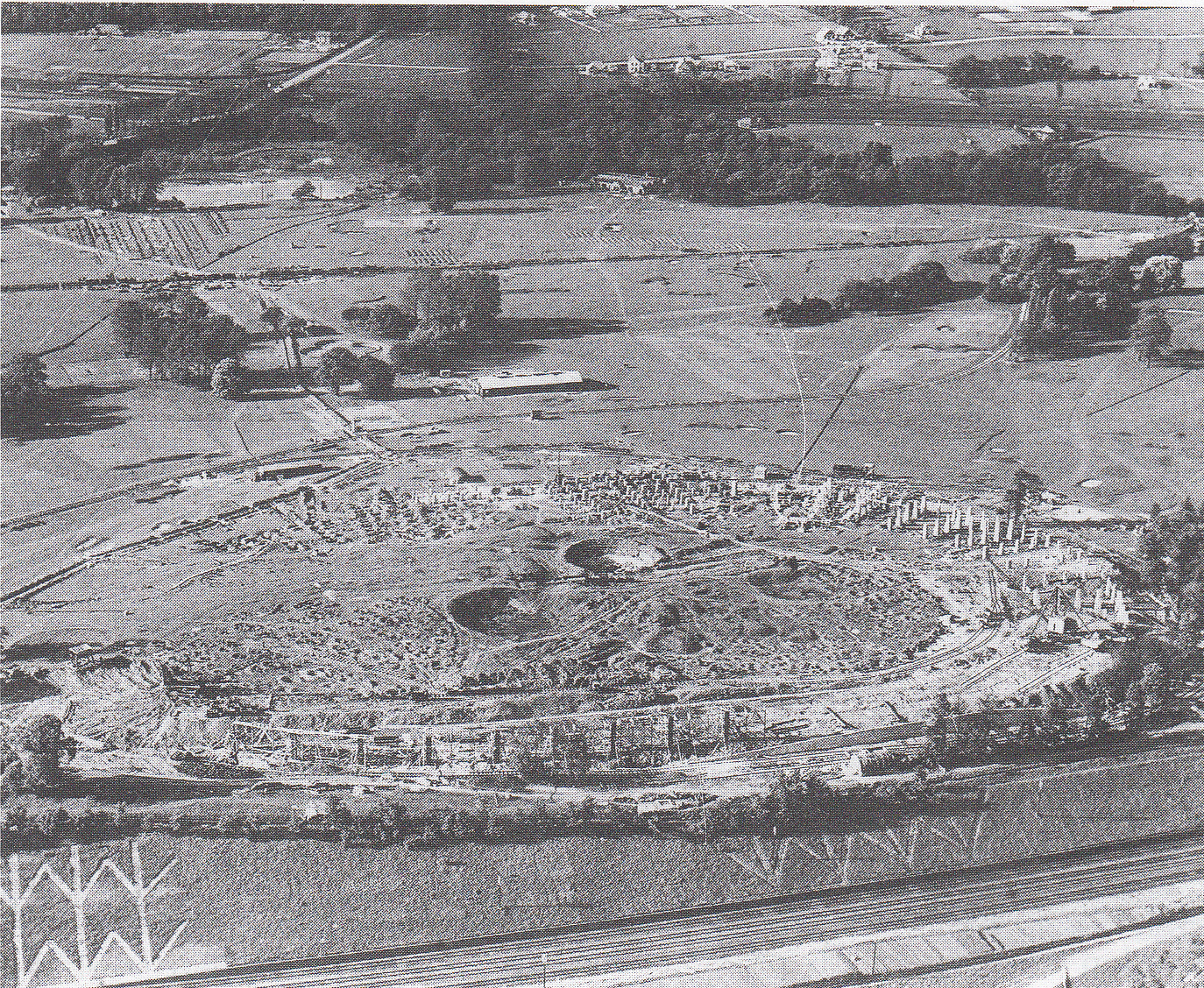
Fundamentüberreste des Watkin’s Tower mit dem bereits sichtbaren Stadionrund des Wembley-Stadions (um 1922)

Am ehemaligen Standort des Watkin’s Tower wurde das ursprünglich als Empire Stadium benannte Stadion errichtet; es ist heute als Wembley-Stadion bekannt. Es wurde zum Anlass der 1924 bis 1925 stattfindenden British Empire Exhibition erbaut.
Die vier Krater der ehemaligen Fundamente waren noch bis zum Bau des ursprünglichen Wembley-Stadions Anfang der 1920er Jahre sichtbar; das Gelände hatte bis zur Errichtung noch einen sehr ländlichen Charakter. Mit der Fertigstellung des Wembley-Stadions wurde der Park zu einem sehr beliebten Treffpunkt und Austragungsort für eine Vielzahl von Sportarten. Selbst Schlittschuhlaufen war im Winter auf dem künstlichen See möglich. Bis zum Ende des Ersten Weltkrieges siedelten sich über 100 Sportvereine an. Das Gelände rund um das Wembley-Stadion entwickelte sich zudem auch zu einem ruhigen und exklusiven Wohnviertel, das um einen 18-Loch-Golfplatz ergänzt wurde.
Beim Abriss des alten und der Erbauung des neuen Wembley-Stadions 2002 stieß man auf die noch im Erdreich vorhandenen Betonfundamente von Watkin’s Tower. Heute existieren in London zwei große Stahlfachwerktürme, allerdings ohne Aussichtsplattform, und zwar der Crystal Palace Tower und der Sender Croydon.

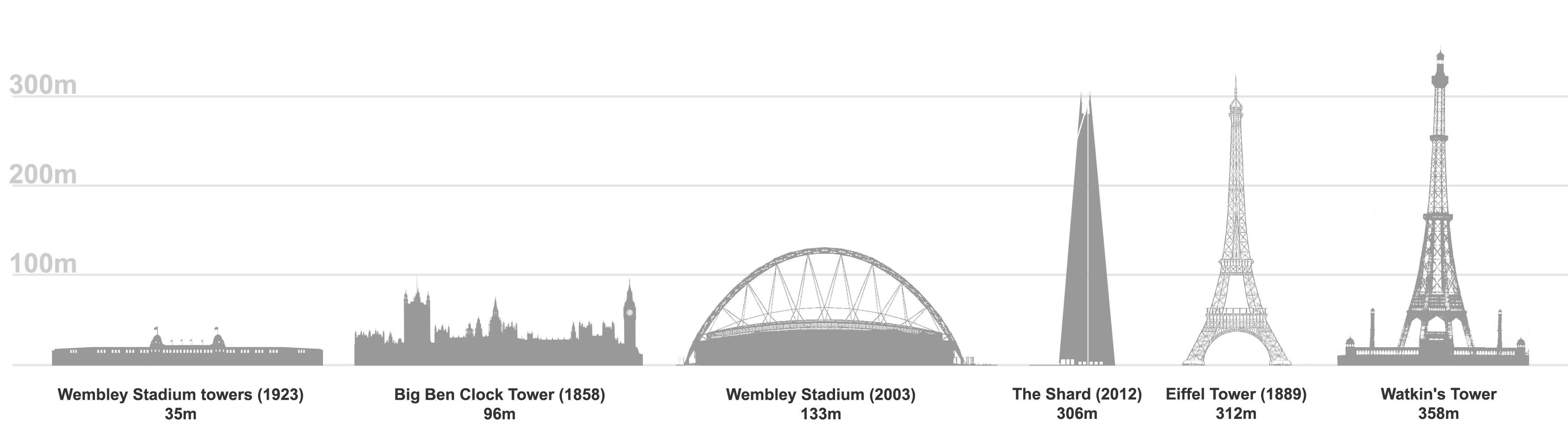
Größenvergleich des nie fertiggestellten Watkin’s Tower (rechts) sowie anderer Londoner Bauwerke mit dem Eiffelturm

## Namensgebung

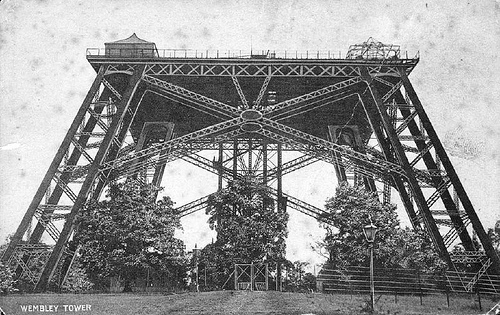
Der 47 Meter hohe Turmstumpf, Darstellung etwa aus dem Jahr 1900

In Abhängigkeit davon, ob sich der Turm in der Planungs-, Konstruktions- oder Abbruchphase befand, erhielt er verschiedene Namen und Beinamen. Während in der Nachbetrachtung am häufigsten Watkin’s Tower verwendet wird, wurde in der Wettbewerbs- und Planungsphase auch häufig vom Great Tower of London oder Metropolitan Tower – gemäß der Bahngesellschaft – gesprochen. Auf älteren zeitgenössische Grafiken oder Fotografien wurde er hingegen öfter als Wembley Tower oder Wembley Park Tower bezeichnet. Als sich später abzeichnete, dass die Bauarbeiten ins Stocken gerieten und versucht wurde, den Turmstumpf als Attraktion zu vermarkten, erhielt das unfertige Bauwerk die spöttischen Beinamen London Stump („Londoner Stumpf“) und Watkin’s Folly („Watkins Verrücktheit“).
Seit 2012 führt in Erinnerung an den Turm eine Sportbar mit Restaurationsbetrieb nördlich des Wembley-Stadions den Namen Watkin’s Folly. Nordöstlich des weitläufigen Geländes um das Wembley-Stadion ist eine kleine Stichstraße nach dem Bauherrn benannt.

## Rezeption

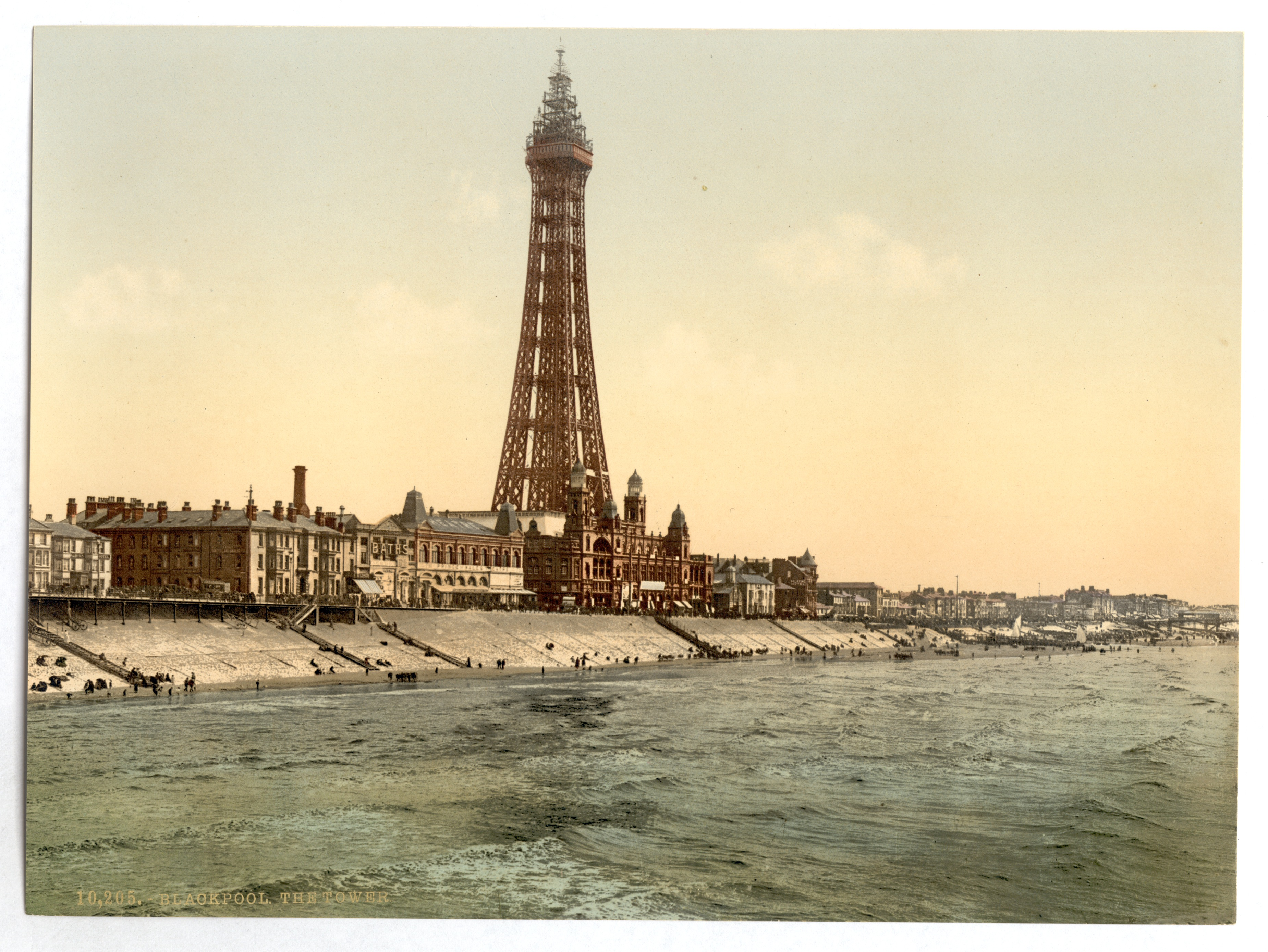
Der Blackpool Tower bleibt das einzige erhaltene Vermächtnis des anfänglichen Turmbaustrebens des Vereinigten Königreichs

Watkin’s Tower reiht sich in eine vom Bau des Eiffelturms inspirierte Turmbauwelle ein, die in den 1890er Jahren ihren Ursprung nahm. In der Kolonialmacht des Vereinigten Königreichs war dieser bauliche Wettstreit besonders ausgeprägt. Der erste und gleichzeitig auch erfolgreichste, da immer noch existierende Turmbau war der von 1891 bis 1894 errichtete 158 Meter hohe Blackpool Tower im gleichnamigen englischen Badeort Blackpool. Trotz seiner starken Ähnlichkeit zum Eiffelturm gilt er als architektonisch gelungen und wurde wegen seiner Bedeutung in die höchste Klassifizierung („Grade I“) der amtlichen Denkmallisten des Vereinigten Königreichs aufgenommen. Die Turmkonstruktion des 1896 bis 1900 erbauten New Brighton Tower musste in den Jahren 1919 bis 1921 wegen maroder Bausubstanz wieder abgetragen werden. Beide Türme waren nach ihrer Erbauung jeweils die höchsten Bauwerke des Landes.
Mit dem Bau von Watkin’s Tower wurde nur wenige Monate später als beim Blackpool Tower begonnen. Er reiht sich bezogen auf den Erfolg des Projektes hinter die beiden vollständig errichteten Türme ein. Die anfänglichen Reaktionen fielen unterschiedlich aus. Die Pall Mall Gazette sah den im Bau befindlichen Turm als Hauptattraktion des Wembley Parks. Die illustrierte Wochenzeitung The Graphic beschrieb in einem Artikel am 14. April 1894 ausführlich die baulichen Daten und urteilte eher positiv. Während die Times von den atemberaubenden Aufzügen schwärmte, welche die ungeduldigen Besucher in nur zweieinhalb Minuten bis an die Spitze bringen könnten, titulierte ein Artikel in der Building News 1894 den Turm wenig zurückhaltend als „unfertige Hässlichkeit“.
Das Dilemma des Bauwerks, das schließlich in seinem Scheitern mündete, führte eine englische Fachzeitschrift gerade auf die Existenz des Eiffelturms zurück. Sie führte aus, dass das Bestehen des Eiffelturms und die Hoffnung, jegliche Imitation zu vermeiden, zu einem erheblichen Problem führe. Der Eiffelturm vereine nun mal die architektonischen wie ökonomischen Aspekte bereits auf höchst rationale Weise.
Alle weiteren Versuche in der Folgezeit, den Eiffelturm zu übertrumpfen oder ihm wenigstens nachzueifern, wie der Turmbau in Douglas oder der rund 70 Meter hohe pyramidenförmige Turm im Seebad Morecambe (1898), wurden nie umgesetzt oder mussten ebenfalls abgebrochen werden.
1973 erzählte der Publizist und Dichter Sir John Betjeman in einer BBC-Dokumentation die Geschichte des Metro-land. Dabei beschrieb Betjeman die ingenieurtechnische Vision von Watkin im damals noch unbekannten und ländlichen Norden Londons wie folgt:

“Beyond Neasden there was an unimportant hamlet where for years the Metropolitan didn’t stop. Wembley. Slushy fields and grass farms. Then out of the mist arose Sir Edward Watkin’s dream: an Eiffel Tower for London.”

„Jenseits von Neasden existierte ein bedeutungsloser Weiler, wo die Metropolitan jahrelang nicht hielt. Wembley. Matschige Felder und Höfe. Dann erhob sich aus dem Nebel Sir Watkins Traum: ein Eiffelturm für London.“